# Medal Wojskowy Ołomuński
Medal Wojskowy Ołomuński (niem. Olmütz Militärmedaille) – odznaczenie wojskowe nadane 12 sierpnia 1796 przez radę morawskiego miasta Ołomuniec dziesięciu mieszczanom tworzącym ochotniczy Korpus Wojskowy Ołomuniecki, który jako komponent regimentu szwoleżerów austriackich uczestniczył w walkach z rewolucyjną Francją we Włoszech.
Medal był noszony na wstążce przeciągniętej przez dziurkę od guzika.